# Sulztal an der Weinstraße
Sulztal an der Weinstraße est une commune autrichienne du district de Leibnitz en Styrie.